# Derek Fisher
Derek Lamar Fisher (Little Rock, 9 agosto 1974) è un ex cestista e allenatore di pallacanestro statunitense.
È il fratello di Duane Washington, che giocò a basket tra i professionisti dal 1987 al 2000. Dal 19 novembre 2006 al 21 dicembre 2013 è stato presidente della National Basketball Players Association, successore di Antonio Davis. Precedentemente era stato vicepresidente.

## Carriera

### Giocatore  (1996-2014)

#### Los Angeles Lakers e i tre titoli con Kobe e Shaq (1996-2004)
Viene selezionato al Draft NBA 1996 dai Los Angeles Lakers con la 24ª scelta. Il 1º novembre del 1996 fa il suo debutto in NBA contro i Phoenix Suns, realizzando 12 punti e 5 assist. Nella stagione 1999-2000 vince per la prima volta il titolo NBA battendo in finale gli Indiana Pacers guidati da Reggie Miller. L'anno successivo subisce frattura al piede destro che lo costringe a saltare 62 partite della stagione regolare; riesce a rientrare per i playoff, vincendo il suo secondo titolo contro gli Philadelphia 76ers. Si ripete l'anno dopo contro i New Jersey Nets vincendo per la terza volta di fila il campionato NBA.
Nelle stagioni successive i Lakers non riescono a ripetersi: ai play-off 2003 i gialloviola dopo aver eliminato al primo turno 4-2 i Minnesota Timberwolves di Kevin Garnett vengono eliminati nelle semifinali di Conference dai San Antonio Spurs (futuri campioni NBA); nella stagione 2003-2004 i Lakers decidono di formare un super team acquistando due futuri Hall Of Famer come Gary Payton e Karl Malone che andavano alla caccia del loro primo titolo. Dato che Gary Payton gioca nello stesso ruolo di Fisher allora D-Fish trascorre praticamente tutta la stagione in panchina: gioca tutte e 82 le partite, ma solamente 3 da titolare (Payton invece ne ha giocate 82 su 82 nel quintetto base).
Nei play-off i californiani affrontano primo gli Houston Rockets di Yao Ming eliminandoli 4-1, poi riaffrontano rispettivamente i San Antonio Spurs e i Minnesota Timberwolves. I gialloviola si prendono la loro rivincita sugli speroni vincendo la serie 4-2 e col medesimo risultato vinceranno anche la serie con i T'Wolves. Nella gara 5 contro gli Spurs Fisher segnò il tiro finale che fissò sul 74-73 il risultato in favore dei lacustri a 4 decimi di secondo dalla fine della partita, e mandandoli avanti nella serie per 3-2. Ma nelle NBA Finals i Los Angeles Lakers escono battuti contro ogni pronostico dalla serie contro i sorprendenti Detroit Pistons allenati da Larry Brown per 4-1.

#### Il biennio deludente ai Golden State Warriors (2004-2006)
A fine anno a seguito della sconfitta deludente con i Pistons a fine anno i Lakers smantellano la squadra: Karl Malone si ritira, Gary Payton va a giocare nei Boston Celtics, Shaq viene spedito via trade ai Miami Heat (con cui nel 2006 vincerà insieme a Gary Payton il suo quarto titolo NBA, che per Payton sarà il primo e unico titolo della sua carriera) e anche Fisher viene ceduto. Il 15 Luglio 2004 Fisher firma un contratto di 6 anni a 37 milioni di dollari con i Golden State Warriors. Con la canotta degli Warriors disputa due stagioni sotto le aspettative, non potendo contare su stelle in squadra come Kobe Bryant e Shaquille O'Neal.

Seppur non sia titolare fisso (in due anni ha disputato 156 partite, anche se solo 68 da titolare, ovvero 32 il primo e 36 il secondo) il secondo anno mette registra la sua migliore media punti della carriera di 13.3 punti a partita.

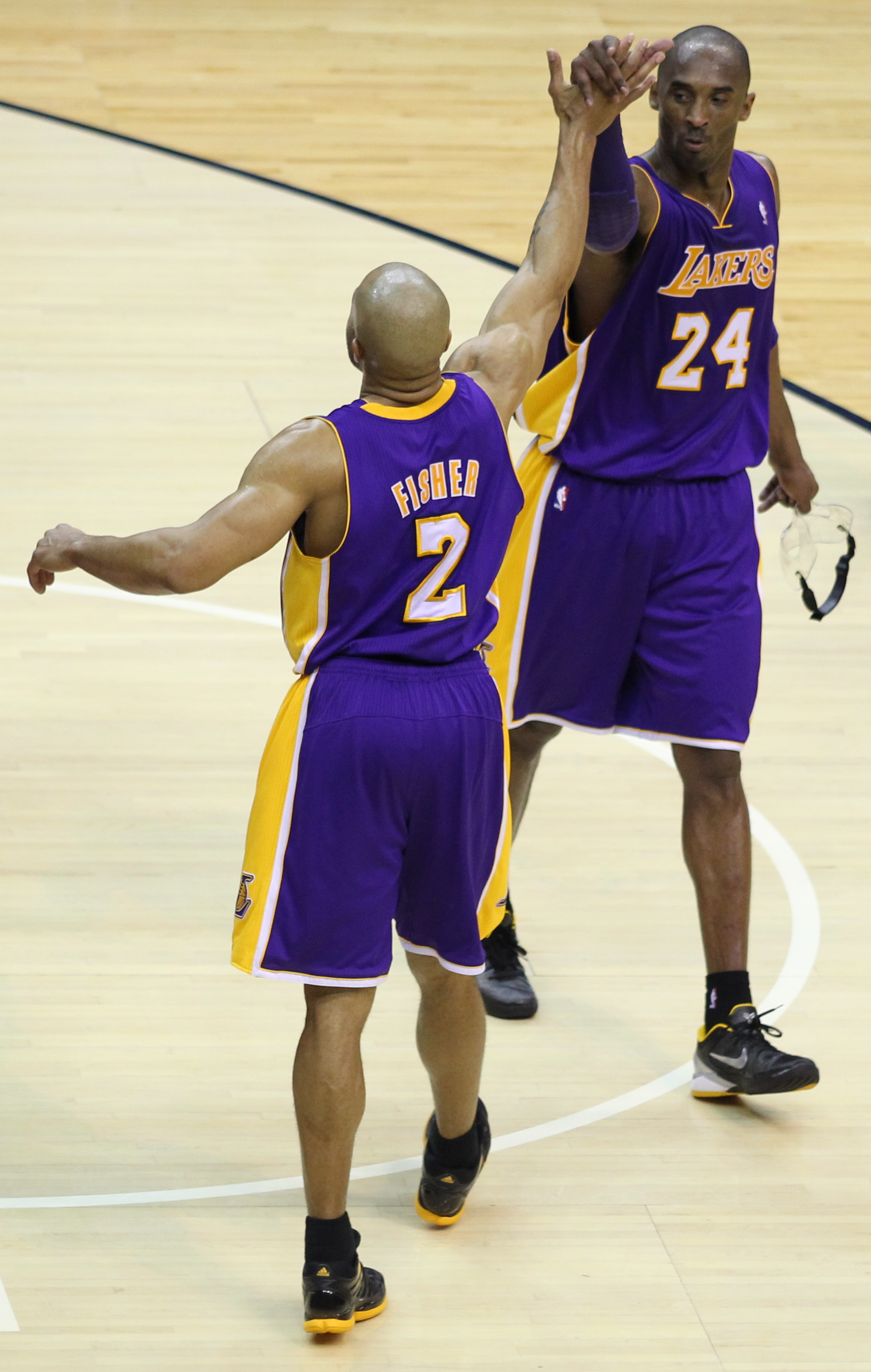
Derek Fisher con la canotta dei Lakers mentre batte il 5 al suo amico Kobe Bryant. I due hanno giocato per 13 stagioni insieme (ovvero tutte quelle di Fisher ai Lakers) e hanno vinto cinque anelli.

#### Utah Jazz (2006-2007)
Il 12 luglio 2006 venne ceduto agli Utah Jazz in cambio di Keith McLeod, Andre Owens e Devin Brown. A fine stagione chiede di essere ceduto per potersi trasferire in una città dove sua figlia possa ricevere le cure adeguate alla sua malattia. Salt Lake City non aveva una clinica specializzata in retinoblastoma, il tipo di cancro diagnosticato.
Perciò a fine stagione il 3 Luglio 2007 viene svincolato dai Jazz che soddisfano così la sua richiesta. Tra l'altro Derek non nascose di voler tornare a giocare per i Lakers.

#### Ritorno ai Lakers e ultimi due titoli (2007-2012)
Il 19 Luglio 2007 firma un contratto triennale a 14 milioni di dollari con i Lakers, facendo così ritorno a Los Angeles. Dopo aver perso la sua seconda finale NBA nel 2008 contro i Boston Celtics, il 14 Giugno 2009 si aggiudica il suo quarto titolo NBA battendo gli Orlando Magic 4-1 nella serie. Ritrionfa con gli stessi gialloviola anche la stagione successiva, prendendosi la rivincita contro i Boston Celtics grazie alle super prestazioni di Pau Gasol oltre che di Kobe Bryant vincendo il suo quinto titolo NBA in carriera.

#### Oklahoma City Thunder (2012)
Il 15 Marzo 2012 viene ceduto agli Houston Rockets in cambio di Jordan Hill, ma viene subito tagliato. Il 21 Marzo 2012 firma fino a fine stagione con gli Oklahoma City Thunder, dove ha scelto il numero 37, lo stesso dei suoi anni in quanto la numero 2 era indossata da Thabo Sefolosha.
Con i Thunder arriva per l'ottava volta a giocare le NBA Finals dopo le altre sette coi Lakers, perdendo però nella serie contro i Miami Heat di LeBron James per 4-1.

#### Parentesi a Dallas (2012)
Il 29 Novembre 2012 firma fino a fine stagione con i Dallas Mavericks. Il 22 dicembre i Mavericks annunciano di aver accettato la sua richiesta di essere tagliato per stare più vicino alla sua famiglia.

#### Ritorno agli Oklahoma City Thunder (2013-2014)
Il 25 Febbraio 2013 firma nuovamente fino a fine stagione con i Thunder. Il successivo 26 luglio rinnova il suo contratto per un'altra stagione.
Alla fine della stagione 2013-2014 Derek annuncia il suo ritiro dall'attività agonistica.

### Allenatore (2014-2016)

#### New York Knicks (2014-2016)
Il 10 Giugno 2014 viene nominato allenatore dai New York Knicks, firmando un contratto quinquennale a 25 milioni di dollari.
Ai Knicks tra l'altro ritrova Phil Jackson, anche se in veste di Presidente, che ha puntato su di lui come allenatore anche per lo sviluppo dell'attacco triangolo con cui Fisher vinse i 5 titoli da giocatore.

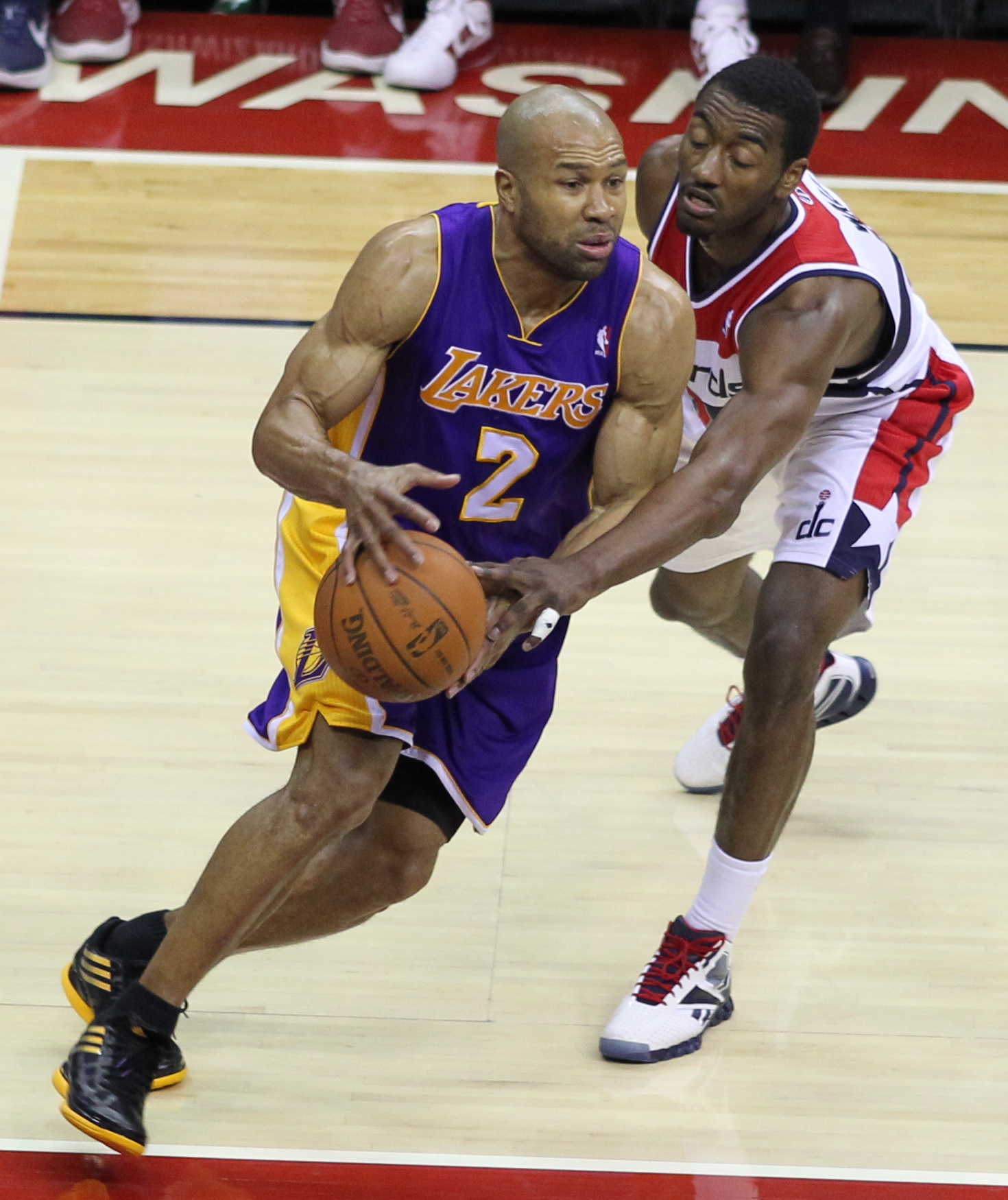
Derek Fisher (sinistra) in azione con la canotta dei Lakers a contrasto con John Wall (destra), playmaker degli Washington Wizards.

Tuttavia i risultati sono disastrosi: alla prima stagione i Knicks arrivano ultimi nella Eastern Conference con un record di 17 vittorie e 65 sconfitte, il peggiore in assoluto nella storia dei New York Knicks. Il secondo anno, complice anche l'arrivo al Draft dell'ala grande lettone (proveniente dal Siviglia) Kristaps Porziņģis i risultati migliorano tanto e più o meno a metà stagione i newyorchesi hanno un record di 22 vittorie e 22 sconfitte; tuttavia dopo delle 8 partite successive i Knicks ne perdono 7, arrivando ad avere un record di 23-30. Allora il 9 febbraio 2016 a seguito di un anno e mezzo di delusioni Fisher viene esonerato. Il suo record complessivo è stato di 40 vittorie e 96 sconfitte.

### Il mancato ritorno da giocatore (2016)
Nell'estate 2016 a seguito della fallimentare esperienza da allenatore dei New York Knicks Fisher decise di allenarsi per tornare a giocare tra i professionisti. Tuttavia non riuscì a essere tesserato da nessuna squadra.

## Statistiche
| † | Denota le stagioni in cui ha vinto il titolo |
| * | Primo nella lega                             |

### NCAA
| Anno      | Squadra             | PG  | PT | MP   | TC%  | 3P%  | TL%  | RP  | AP  | PRP | SP  | PP   |
| --------- | ------------------- | --- | -- | ---- | ---- | ---- | ---- | --- | --- | --- | --- | ---- |
| 1992-1993 | Little Rock Trojans | 27  | -  | 27,7 | 41,3 | 29,0 | 77,2 | 3,3 | 3,4 | 1,4 | 0,1 | 7,2  |
| 1993-1994 | Little Rock Trojans | 28  | -  | 31,7 | 44,3 | 41,8 | 77,4 | 3,9 | 3,6 | 1,6 | 0,0 | 10,1 |
| 1994-1995 | Little Rock Trojans | 27  | -  | 34,7 | 39,6 | 38,1 | 72,2 | 5,0 | 4,6 | 1,6 | 0,3 | 17,1 |
| 1995-1996 | Little Rock Trojans | 30  | -  | 36,0 | 41,0 | 38,3 | 74,9 | 4,8 | 5,1 | 1,9 | 0,1 | 14,5 |
| Carriera  | Carriera            | 112 | -  | 32,6 | 41,2 | 38,0 | 74,8 | 4,3 | 4,2 | 1,6 | 0,1 | 12,4 |

### NBA

#### Stagione regolare
| Anno       | Squadra          | PG   | PT  | MP   | TC%  | 3P%  | TL%  | RP  | AP  | PRP | SP  | PP   |
| ---------- | ---------------- | ---- | --- | ---- | ---- | ---- | ---- | --- | --- | --- | --- | ---- |
| 1996-1997  | L.A. Lakers      | 80   | 3   | 11,5 | 39,7 | 30,1 | 65,8 | 1,2 | 1,5 | 0,5 | 0,1 | 3,9  |
| 1997-1998  | L.A. Lakers      | 82   | 36  | 21,5 | 43,4 | 38,3 | 75,7 | 2,4 | 4,1 | 0,9 | 0,1 | 5,8  |
| 1998-1999  | L.A. Lakers      | 50   | 21  | 22,6 | 37,6 | 39,2 | 75,9 | 1,8 | 3,9 | 1,2 | 0,0 | 5,9  |
| 1999-2000† | L.A. Lakers      | 78   | 22  | 23,1 | 34,6 | 31,3 | 72,4 | 1,8 | 2,8 | 1,0 | 0,0 | 6,3  |
| 2000-2001† | L.A. Lakers      | 20   | 20  | 35,5 | 41,2 | 39,7 | 80,6 | 3,0 | 4,4 | 2,0 | 0,1 | 11,5 |
| 2001-2002† | L.A. Lakers      | 70   | 35  | 28,2 | 41,1 | 41,3 | 84,7 | 2,1 | 2,6 | 0,9 | 0,1 | 11,2 |
| 2002-2003  | L.A. Lakers      | 82   | 82  | 34,5 | 43,7 | 40,1 | 80,0 | 2,9 | 3,6 | 1,1 | 0,2 | 10,5 |
| 2003-2004  | L.A. Lakers      | 82   | 3   | 21,6 | 35,2 | 29,1 | 79,7 | 1,9 | 2,3 | 1,3 | 0,1 | 7,1  |
| 2004-2005  | G.S. Warriors    | 74   | 32  | 30,0 | 39,3 | 37,1 | 86,2 | 2,9 | 4,1 | 1,0 | 0,1 | 11,9 |
| 2005-2006  | G.S. Warriors    | 82   | 36  | 31,6 | 41,0 | 39,7 | 83,3 | 2,6 | 4,3 | 1,5 | 0,1 | 13,3 |
| 2006-2007  | Utah Jazz        | 82   | 61  | 27,9 | 38,2 | 30,8 | 85,3 | 1,8 | 3,3 | 1,0 | 0,1 | 10,1 |
| 2007-2008  | L.A. Lakers      | 82   | 82  | 27,4 | 43,6 | 40,6 | 88,3 | 2,1 | 2,9 | 1,0 | 0,0 | 11,7 |
| 2008-2009† | L.A. Lakers      | 82   | 82  | 29,8 | 42,4 | 39,7 | 84,6 | 2,3 | 3,2 | 1,2 | 0,1 | 9,9  |
| 2009-2010† | L.A. Lakers      | 82   | 82  | 27,2 | 38,0 | 34,8 | 85,6 | 2,1 | 2,5 | 1,1 | 0,1 | 7,5  |
| 2010-2011  | L.A. Lakers      | 82   | 82  | 28,0 | 38,9 | 39,6 | 80,6 | 1,9 | 2,7 | 1,2 | 0,1 | 6,8  |
| 2011-2012  | L.A. Lakers      | 43   | 43  | 25,6 | 38,3 | 41,0 | 83,0 | 2,1 | 3,3 | 0,9 | 0,1 | 5,9  |
| 2011-2012  | Oklahoma Thunder | 20   | 0   | 20,4 | 34,3 | 31,4 | 92,9 | 1,4 | 1,4 | 0,6 | 0,1 | 4,9  |
| 2012-2013  | Dallas Mavericks | 9    | 9   | 25,4 | 35,4 | 43,5 | 91,3 | 1,7 | 3,6 | 0,6 | 0,2 | 8,6  |
| 2012-2013  | Oklahoma Thunder | 24   | 0   | 14,4 | 33,3 | 35,1 | 93,1 | 0,9 | 0,7 | 0,6 | 0,0 | 4,1  |
| 2013-2014  | Oklahoma Thunder | 81   | 0   | 17,6 | 39,1 | 38,4 | 77,5 | 1,5 | 1,4 | 0,9 | 0,0 | 5,2  |
| Carriera   | Carriera         | 1287 | 731 | 25,4 | 39,9 | 37,4 | 81,7 | 2,1 | 3,0 | 1,1 | 0,1 | 8,3  |

### Play-off
| Anno     | Squadra          | PG  | PT  | MP   | TC%  | 3P%  | TL%    | RP  | AP  | PRP | SP  | PP   |
| -------- | ---------------- | --- | --- | ---- | ---- | ---- | ------ | --- | --- | --- | --- | ---- |
| 1997     | L.A. Lakers      | 6   | 0   | 5,7  | 27,3 | 0,0  | 66,7   | 0,5 | 1,0 | 0,2 | 0,0 | 1,3  |
| 1998     | L.A. Lakers      | 13  | 13  | 21,4 | 39,7 | 30,0 | 62,1   | 1,9 | 3,8 | 1,3 | 0,0 | 6,0  |
| 1999     | L.A. Lakers      | 8   | 8   | 29,8 | 41,8 | 34,5 | 80,0   | 3,6 | 4,9 | 1,0 | 0,1 | 9,8  |
| 2000†    | L.A. Lakers      | 21  | 0   | 15,3 | 43,0 | 41,4 | 76,0   | 1,0 | 2,0 | 0,5 | 0,1 | 4,7  |
| 2001†    | L.A. Lakers      | 16  | 16  | 36,0 | 48,4 | 51,5 | 76,5   | 3,8 | 3,0 | 1,3 | 0,1 | 13,4 |
| 2002†    | L.A. Lakers      | 19  | 19  | 34,2 | 35,7 | 35,8 | 78,6   | 3,3 | 2,7 | 1,0 | 0,1 | 10,2 |
| 2003     | L.A. Lakers      | 12  | 12  | 35,3 | 52,0 | 61,7 | 81,8   | 3,0 | 1,8 | 1,5 | 0,1 | 12,8 |
| 2004     | L.A. Lakers      | 22  | 0   | 23,0 | 40,5 | 41,8 | 65,7   | 2,5 | 2,2 | 0,8 | 0,0 | 7,5  |
| 2007     | Utah Jazz        | 16  | 14  | 27,8 | 40,5 | 37,5 | 93,3   | 1,6 | 2,6 | 1,0 | 0,1 | 9,5  |
| 2008     | L.A. Lakers      | 21  | 21  | 31,6 | 45,2 | 44,0 | 83,6   | 2,2 | 2,5 | 2,0 | 0,1 | 10,2 |
| 2009†    | L.A. Lakers      | 22  | 22  | 28,9 | 39,4 | 28,4 | 86,1   | 2,3 | 2,6 | 1,1 | 0,1 | 8,7  |
| 2010†    | L.A. Lakers      | 23  | 23  | 32,8 | 44,8 | 36,0 | 82,1   | 2,5 | 2,8 | 1,2 | 0,0 | 10,3 |
| 2011     | L.A. Lakers      | 10  | 10  | 32,5 | 43,3 | 41,2 | 81,0   | 2,7 | 2,6 | 1,4 | 0,2 | 8,2  |
| 2012     | Oklahoma Thunder | 20  | 0   | 22,3 | 41,5 | 37,5 | 100,0  | 1,6 | 1,6 | 0,9 | 0,1 | 6,3  |
| 2013     | Oklahoma Thunder | 11  | 0   | 23,7 | 45,7 | 47,1 | 66,7   | 1,5 | 1,5 | 0,6 | 0,1 | 8,7  |
| 2014     | Oklahoma Thunder | 19  | 0   | 15,7 | 31,5 | 29,3 | 100,0* | 1,7 | 1,7 | 0,7 | 0,0 | 3,8  |
| Carriera | Carriera         | 259 | 158 | 26,5 | 42,2 | 39,9 | 80,5   | 2,2 | 2,3 | 1,1 | 0,1 | 8,3  |

#### Massimi in carriera
- Massimo di punti: 29 vs Los Angeles Lakers (15 gennaio 2005)[11]
- Massimo di rimbalzi: 11 vs Los Angeles Clippers (12 marzo 1998)
- Massimo di assist: 13 (3 volte)
- Massimo di palle rubate: 6 (6 volte)
- Massimo di stoppate: 2 (6 volte)
- Massimo di minuti giocati: 50 vs Utah Jazz (27 febbraio 2006)

## Palmarès

### Giocatore
- Campionato NBA: 5

Los Angeles Lakers: 2000, 2001, 2002, 2009, 2010